# Филипово (железопътна гара)
Вижте пояснителната страница за други значения на Филипово.
Гара Филипово е железопътна гара, която обслужва район „Север“ в град Пловдив.

## История и характеристики
Железопътна гара Филипово е разположена на км 5+662 от жп линия Пловдив – Бургас между Пловдив и Скутаре. Открита е на 25 май 1915 г. Гарата обслужва смесено движение – пътници и товари. На гарата има общо 11 коловоза – 6 от които, са с перони с  асфалтово покритие и, могат да се използват за пътнически превози. През 1970 г. до нея е построена автогара „Север“, която обслужва населени места разположени на север от Пловдив.
Междугарията са: в югозападно направление до гара Пловдив – единична жп линия 5,6 км, единична жп линия: североизточно до Скутаре – 10,3 км, северозападно до Съединение – 21,2 км и северно до Труд – 7,5 км. Гарата е изградена в права, като от двете страни линията има хоризонтални криви с радиуси 300 и 400 м. Това ограничава полезната дължина на коловозите ѝ.
Предвижда се изграждане на пешеходен надлез.

## Свързани линии
- Железопътна линия Пловдив – Бургас
- Железопътна линия Филипово – Карлово
- Железопътна линия Филипово – Панагюрище